# ويليام روفين كوكس
ويليام روفين كوكس هو قاضي ومحامي وسياسي أمريكي، ولد في 11 مارس 1832 في اسكتلندا نيك في الولايات المتحدة، وتوفي في 26 ديسمبر 1919 في ريتشموند في الولايات المتحدة. نشط حزبياً في الحزب الديمقراطي. وقد انتخب عضو مجلس النواب الأمريكي ‏.